# Kirk Hinrich
Kirk James Hinrich (Sioux City, Iowa, 2. siječnja 1981.) američki je profesionalni košarkaš. Igra na poziciji razigravača, a može igrati i bek šutera. Trenutačno je član NBA momčadi Washington Wizardsa. Izabran je u 1. krugu (7. ukupno) NBA drafta 2003. od strane Chicago Bullsa.

## Rani život
Kirk je rođen u Siox Cityu u američkoj saveznoj državi Iowi. Pohađao je košarkaški kamp Ray Nackea gdje je igrao sa starijim igračima i briljirao. Još je igrao američki nogomet i baseball, ali se ipak odlučio na košarku. Njegov košarkaški idol je Gary Payton, razigravač i zvijezda Seattle SuperSonicsa koji je bio poznat po agresivnoj obrani. U srednjoj školi Sioux City West bio je vođa momčadi gdje je njegov otac bio trener, ubilježio je omjer 82-9 za četiri godine, u posljednjoj godini je osvoji Državno prvenstvo (Iowa state championship). Ostao je vodeći u poenima, asistancijama i ukradenim loptama.

## Sveučilište
Kao freshman na sveučilištu Kansas postigao je 123 asistencije te je dobio nagradu za igrača koji je najviše napredovao (Most Improved Player). Sljedeće godine bio je osmi u državi po broju asistencija s prosjekom 6.9, bio je najbolji u momčadi po ukradenim loptama i postavio je rekord po postotku pogođenih trica s čak 50%. Izabran je u treću petorku NCAA lige. U pretposljednoj sezoni pomogao je momčadi da uđe u Final Four, bio je najbolji u momčadi: u slobodnim bacanjima, pogođenim tricama, uz 5 asistencija po utakmici. U posljednjoj sezoni vodio je momčad do finala protiv sveučilišta Syracuse predvođenog Carmelom Anthonyjem. 1. ožujka 2009. njegov sveučilišni dres s brojem 10 je umirovljen i stavljen u potkrovlje dvorane, njegov dres je 25 koji je umirovljen na sveučilištu Kansas koji su još pohađali Wilt Chamberlain i Paul Pierce.

## NBA karijera

### Draft
Hinrich je draftiran od strane Chicago Bullsa kao 7 izbor, prve runde drafta 2003. To je bilo svojevrsno iznenađenje jer je očekivan kao kasni izbor prve runde. Zbog svoje visine teško da bi mogao igrati beka, pa je u Bullsima igrao na poziciji razigravača. 

### Chicago Bulls

#### Sezona 2003./04.
Nije imao sreće na samom startu sezone jer je imao virusnu infekciju te mu je trebalo par mjeseci za oporavak. Ipak nakon oporavka igrao je solidno, učvrstio je svoju poziciju startnog razigravača, te je sezone imenovan u prvu rookie petorku. 28. veljače 2004. upisao je svoj prvi triple double s 11 poena, 10 asistencija i 12 skokova. Na kraju sezone imenovan je najkorisnijim igračem Bullsa.

#### Sezona 2004./05.
U svojoj drugoj sezoni popravio je šut na .397, bio je statni razigravač, ali je nakon početnih devet poraza prekomandiran na beka, a Ben Gordon na klupu kao šesti igrač. Nakon toga Bullsi su počeli igrati bolje i sezonu su završili s omjerom 47-35 i postali prva momčad koja je nakon starta 0-9 uspjela ući u doigravanje kao četvrti na istoku. Nakon dvije početne pobjede protiv Wizardsa izgubili su sljedeće četiri. U ljeto Bullsi su mu produžili ugovor do 2006.Hinrich se popravio u svim statističkim kategorijama: poenima (15.9), postotku šuta (.397), skokovima (3.9) i ukradenim loptama (122).

#### Sezona 2005./06.
U trećoj sezoni u NBA-u popravio je postotak šuta na 41%, iako mu je postotak za tricu pao na 35%. Bullsi su mijenjali Antonia Davisa i Eddya Currya te se je momčad borila da uđe u doigravanje. U doigravanje je ušla kao sedmoplasirana momčad istoka. Hinrich je završio sezonu sa 15.9 poena, 6.4 asistencija i 3.6 skokova po susretu. Bio je jedini član Bullsa koji je ubilježio više od jedne ukradene lopte po susretu. U doigravanju su naletili na kasnije prvake Miami Heat. Od kojih su izgubili u četiri utakmice.

#### Sezona 2006./07.
U sezoni 2006./07. Hinrich je popravio svoju statistiku s rekordom karijere u poenima, postotku šuta iz igra, postotku trice, i slobodnih bacanja, ali je pao u asistencijama i skokovima.
U utakmici s Miamiom ozljednio je Wadea. U utakmici doigravanja s Heatom Hinrich je bacio štitnik za zube na tribine nakon namjernog prekršaja, dobio je tehničku i kaznu od 25 000 dolara. Bullsi su prošli Heat prije nego što su u šest utakmica izgubili od Detroit Pistonsa.

#### Sezona 2007./08.
U sezoni 2007./08. je srozao svoj učinak, 11.5 poena, 6 asistencija i 3.3 skoka po susretu, odigrao je 75 utamica od čega je počeo 72 zbog manjih ozljeda. Bullsi nisu ušli u doigravanje s omjerom 33-48. 23. siječnja 2008. zabio je Indiana Pacersima 38 poena što mu je rekord karijere.

#### Sezona 2008./09.
Nakon što su Bullsi na draftu birali Derricka Rosea Hinrich je preseljen na klupu, zbog ozljeda nastupio je samo u 51 utakmici, a počeo je u četiri. Tijekom doigravanja u prosjeku je na parketu provodio 30 minuta pritom imajući 2.9 asistencija, 1.7 ukradenih lopti, i 12.6 poena po utakmici, Bullsi su ispali od Bostona u sedam utakmica.

#### Sezona 2009./10.
20. veljače 2010. Hinrich je postao igrač Bullsa s najviše pogođenih trica prešavši rekord Bena Gordona od 770. 13. travnja 2010. zabio je Bostonu 30 poena što mu je bio najbolji učinak u sezoni. Završio je sezonu sa 10.9 poena po utakmici, 4.5 asistencija i 1.2 ukradenu loptu po susretu. U doigravanju osmoplasirani Bullsi išli su na Cleveland koji je bio bolji s 4-1 u seriji. Kirk je zabio 12.4 po utakmici uz 4 asistencije.

### Washington Wizards
24. lipnja 2010. Bullsi su objavili da imaju namjeru mijenjati Hinricha i 17. izbor drafta u Washington za budući izbor u drugoj rundi. 8. srpnja 2010. Hinrich je mijenjan u Washington Wizardse zajedno s pravima na Kevina Seraphina u zamjenu za prava na Vladimira Veremeenkoa.

## Reprezentacija
U reprezentaciju je bio pozvan za Svjetsko prvenstvo u Japanu 2006. gdje je osvojio broncu, bio je i pozvan i na Olimpijske igre, ali se zahvalio na pozivu jer mu je žena očekivala dijete.

## Privatni život
Oženio se 7. srpnja 2007., ima kćer Kenzie.

## NBA statistika

### Regularni dio
| Godina    | Klub    | Odig. uta. | Uta. poč. | Min. | 2P%  | 3P%  | Sl. bac.% | Skok. | Asist. | Ukr. lop. | Blok. | Poena |
| --------- | ------- | ---------- | --------- | ---- | ---- | ---- | --------- | ----- | ------ | --------- | ----- | ----- |
| 2003./04. | Chicago | 76         | 66        | 35.6 | .386 | .390 | .804      | 3.4   | 6.8    | 1.3       | .3    | 12.0  |
| 2004./05. | Chicago | 77         | 77        | 36.4 | .397 | .355 | .792      | 3.9   | 6.4    | 1.6       | .3    | 15.7  |
| 2005./06. | Chicago | 81         | 81        | 36.5 | .418 | .370 | .815      | 3.6   | 6.3    | 1.2       | .3    | 15.9  |
| 2006./07. | Chicago | 80         | 80        | 35.5 | .448 | .415 | .835      | 3.4   | 6.3    | 1.2       | .3    | 16.6  |
| 2007./08. | Chicago | 75         | 72        | 31.7 | .414 | .350 | .831      | 3.3   | 6.0    | 1.2       | .2    | 11.5  |
| 2008./09. | Chicago | 51         | 4         | 26.3 | .437 | .408 | .791      | 2.4   | 3.9    | 1.3       | .4    | 9.9   |
| 2009./10. | Chicago | 74         | 53        | 33.5 | .409 | .371 | .752      | 3.5   | 4.5    | 1.2       | .3    | 10.9  |
| Ukupno    |         | 514        | 433       | 34.1 | .415 | .379 | .809      | 3.4   | 5.8    | 1.3       | 0.3   | 13.4  |

### Doigravanje
| Godina    | Klub    | Odig. uta. | Uta. poč. | Min. | 2P%  | 3P%  | Sl. bac.% | Skok. | Asist. | Ukr. lop. | Blok. | Poena |
| --------- | ------- | ---------- | --------- | ---- | ---- | ---- | --------- | ----- | ------ | --------- | ----- | ----- |
| 2004./05. | Chicago | 6          | 6         | 35.5 | .450 | .515 | .690      | 3.7   | 5.8    | 2.0       | .7    | 21.2  |
| 2005./06. | Chicago | 6          | 6         | 39.0 | .415 | .346 | .857      | 3.3   | 7.7    | 1.3       | .3    | 20.5  |
| 2006./07. | Chicago | 10         | 10        | 36.2 | .376 | .302 | .769      | 4.2   | 7.5    | .9        | .3    | 12.1  |
| 2008./09. | Chicago | 7          | 0         | 30.0 | .468 | .433 | .680      | 2.7   | 2.9    | 1.7       | .4    | 12.6  |
| 2009./10. | Chicago | 5          | 5         | 39.2 | .423 | .500 | .714      | 4.4   | 4.0    | 1.4       | .0    | 12.4  |
| Ukupno    |         | 34         | 27        | 35.8 | .421 | .405 | .757      | 3.7   | 5.8    | 1.4       | .4    | 15.3  |

## Vanjske poveznice
- Profil na NBA.com
- Draft profil
- Profil  Arhivirana inačica izvorne stranice od 19. lipnja 2014. (Wayback Machine) na Basketball-Reference.com